# Вахтанг Гвеселіані
Вахтанг Гвеселіані (груз. ვახტანგ გველესიანი ; (2 лютого 1975  — 2002 , Сімферополь ) — грузинський футболіст.

## Біографія
Вихованець тбіліської футбольної школи «Юний динамівець».
20 червня 1992 року зіграв у Першій російській лізі єдиний матч за володимирське «Торпедо», вийшовши в домашній грі проти «Уралана» (1:1) у стартовому складі (замінений на 74-й хвилині): у тому матчі за володимирців грали дублери та гравці команди «Торпедівець», що виступала в чемпіонаті Володимирської області, основний склад знаходився в Італії, де провів ряд товариських матчів.
У сезоні 1993/94 Гвеселіані грав за грузинський клуб Гареджі із Сагареджо. Наступні 4 сезони провів у складі тбіліського СКА . Потім грав у вищій грузинській лізі за тбіліські Арсеналі (1998/99) та Локомотив (1999/2000). У сезоні 2000/01 провів 4 матчі у Першій лізі за «Лазику» Зугдіді і також знову грав за СКА, у сезоні-2001/02 грав за Мілані з Цнорі у Першій лізі.
2002 року грав за українську аматорську команду «Боспор» Керч. Того ж року помер.